# Sanibel
Sanibel – miasto w Stanach Zjednoczonych, w stanie Floryda, w hrabstwie Lee.